# 郭庚茂
郭庚茂（1950年12月22日— ），河北冀州人。1975年11月参加工作，1972年3月加入中国共产党。北京大学国际政治系政治学专业专科毕业，中央党校研究生学历。中共第十六届中央候补委员，第十七届、十八届中央委员。曾任河北省人民政府省长，河南省人民政府省长，中共河南省委书记。现任第十三届全国政协提案委员会副主任委员。

## 生平

### 早年经历
郭庚茂早年就在家乡的中共基层党组织工作；曾历任中共冀县城关公社党委副书记，柏芽公社党委副书记、革委会代主任、主任、柏芽公社党委书记等职。1982年，他进入北京大学国际政治系专修科学习。1984年毕业后，又回到河北，继续在基层任职；历任衡水市枣强县县长、县委书记；1991年升任邢台地委副书记，行署常务副专员。在1993年邢台由“地区”升格为“地級市”后，郭庚茂又出任中共邢台市委常委、副市长；一年后，出任邢台市市长。
1998年，郭庚茂由邢台市市长的位置上，直接升任河北省副省长；两年后，他进入中共河北省委常委领导班子；2006年10月升任中共河北省委副书记，并接替季允石出任河北省省长。

### 河南时期
2008年3月，郭庚茂转任中共河南省委副书记，并提名出任河南省省长。2008年4月河南省人大常委會任命郭庚茂為副省長、代省長。2009年1月17日当選為河南省省長。2013年3月20日，升任中共河南省委委书记。2013年4月当选河南省人大主任。2016年3月26日，由于年龄原因不再担任中共河南省委书记、常委、委员职务。
在河南工作期间，郭庚茂亲自游说郭台铭到郑州设厂，2010年6月20日，郭庚茂在郑州会见郭台铭，就富士康郑州工业园相关事宜举行会谈，当日富士康投资河南的悬念基本落定。为了给富士康准备厂房，郑州用了16天的时间干完了32天的活。自合作协议签署仅一个月后，富士康在郑州的第一个项目就开始投产，被媒体称为“郑州速度”。对于河南来说，富士康的落户，极大解决了数十万甚至更多的河南人在省内就业问题。在交通领域，基于河南作为内陆省份，对外开放度不高的现实，郭庚茂跟中央会谈指出河南需要建立郑州航空港经济综合实验区作为开放平台，之后得到李克强领导的国务院批复。2015年习近平在中国兩會參加河南團小組審議時指出“河南在粮食保障方面为全国做了很大贡献，河南可以提一些要求，中央可以在其他方面帮一帮你们”，郭庚茂提出建设郑州米字形高铁网的请求，之后习近平委托专人跟各个部委衔接，研究论证，给予支持。以郑州为中心的“米”字形高速铁路网最终于2023年12月8日成型。

### 人大委员
2016年4月，任第十二届全国人民代表大会农业与农村委员会副主任委员。2018年1月，当选第十三届全国政协委员。